# Émile Benveniste
Émile Benveniste (Alep, Sirija, 1902. – Pariz, 1976.), francuski jezikoslovac.

## Kratki životopis
Najpoznatiji je po svom radu na indoeuropskim jezicima. Na početku je studirao kod Antoine Meilleta na Sorbonni. Počeo je predavati na École pratique des hautes études i bio izabran u Collège de France, a desetljeće kasnije (1937.) kao profesor lingvistike. Do tada je već počeo istraživanje u status imena unutar povijesti indoeuropskih lingvističkih oblika. Radio je na Collège de France do 1969. kada se povukao zbog oslabljelog zdravlja.
Na hrvatski je prevedeno njegovo kapitalno djelo Riječi indoeuropskih institucija (2005.).

## Glavna djela
- Problèmes de linguistique générale, 1 (1966.)
- Problèmes de linguistique générale, 2 (1974.)
- le Vocabulaire des institutions indo-européennes (deux tomes, 1969.), Paris, Minuit.